# Harry Aikines-Aryeetey
Harry Aikines-Aryeetey (ur. 29 sierpnia 1988 w Carshalton) – angielski lekkoatleta, sprinter.

## Osiągnięcia
- 2 złote medale mistrzostw świata juniorów młodszych (Marrakesz 2005, bieg na 100 m & bieg na 200 m)
- 2 medale mistrzostw świata juniorów (Pekin 2006, bieg na 100 m – złoto & sztafeta 4 × 100 m – brąz)
- złoty medal młodzieżowych mistrzostw Europy (bieg na 100 m, Kowno 2009)
- brąz mistrzostw świata (sztafeta 4 × 100 m, Berlin 2009)
- nie ukończył biegu półfinałowego podczas halowych mistrzostw świata (bieg na 60 m, Doha 2010)
- 4. miejsce mistrzostw Europy (bieg na 100 m, Helsinki 2012)
- 7. miejsce halowych mistrzostw Europy (bieg na 60 m, Göteborg 2013)
- brązowy medal IAAF World Relays (sztafeta 4 × 100 m, Nassau 2014)
- srebrny medal igrzysk Wspólnoty Narodów (sztafecie 4 × 100 m, Glasgow 2014)
- złoto (w sztafecie 4 × 100 m) oraz brąz (w biegu na 100 m) podczas mistrzostw Europy (Zurych 2014)
- złoty medal igrzysk Wspólnoty Narodów (sztafeta 4 × 100 m, Gold Coast 2018)
- złoto (w biegu rozstawnym 4 × 100 m) na mistrzostwach Europy (Berlin 2018)

## Rekordy życiowe
- bieg na 100 metrów – 10,08 (2013 i 2014) / 9,90w (2017)
- bieg na 50 metrów (hala) – 5,71 (2010)
- bieg na 60 metrów (hala) – 6,55 (2010)